# Baga (vitigno)
Il Baga è un vitigno a bacca nera caratteristico della costa centrale del Portogallo, la zona di riferimento è la regione di Beiras.

## Descrizione
Il Baga si presenta con acini particolarmente piccoli, dalla buccia spessa, questo si riflette nel vino che se ne ottiene, caratterizzato da una tannicità quasi astringente. La produttività del Baga tende ad essere esuberante, e questo è stato in passato sfruttato per ottenere grandi quantità di vino per il consumo immediato. Il Baga ha buona resistenza all'oidio ma è sensibile ad altre muffe. La sua maturazione è tardiva, il che lo espone al rischio di marciume indotto dalle piogge autunnali, se si ritarda la vendemmia per raggiungere la maturità fenolica. 
In alcuni casi, sfruttando il naturale livello di acidità delle uve, il Baga viene anche utilizzato come base per spumanti "blanc de noirs".